# Clidemia pubescens
Clidemia pubescens är en tvåhjärtbladig växtart som beskrevs av Henry Allan Gleason. Clidemia pubescens ingår i släktet Clidemia och familjen Melastomataceae.
Artens utbredningsområde är Panamá. Inga underarter finns listade i Catalogue of Life.